# Gabriela Pessoa
Gabriela Pessoa Constantino, más conocida como Gabi Pessoa (São Paulo, 1 de julio de 1994) es una jugadora brasileña de balonmano que juega de primera línea para el Handball Erice italiano.

## Trayectoria
Criada en la cantera de la sección de balonmano del São Paulo Futebol Club, pasó al Esporte Clube Pinheiros cuando tenía 15 años. De 2009 a 2015 jugó con el Pinheiros, donde coincidió con otras grandes jugadoras que hicieron carrera en España como Isa Medeiros o Alice Diva y ganó la mayoría de las competiciones formativas de Brasil. Antes de dar el salto a Europa jugó una temporada con el São Bernardo Metodista, donde consiguió ser campeona del Panamericano de clubes en 2016.

### Europa
En la temporada 2016 llegó a Europa, en el mercado de invierno, para jugar la temporada 2016–17 en el Rincón Fertilidad Málaga. En la siguiente temporada Gabi Pessoa rechazó la oferta de renovación para irse a Israel, al Maccabi Rishon, donde las condiciones eran mejores. Allí ganó por la Liga y, por dos veces, la Copa de Israel.
Regresó a España de la mano del San José Obrero. En la segunda fase de la liga sufrió una lesión en el tobillo que lastró muchísimo a las canarias en pos de mantener la categoría. El club acabó descendiendo ese año y Gabi salió del club para recalar, en la 2021–22 en el Bajo Miño, en las filas del el Mecalia Atlético Guardés. 

#### Mecalia Atlético Guardés
En el club gallego compartió vestuario con las suramericanas Deborah Nunes, la pivote Tamires Anselmo, Patricia Lima, Sandra Santiago y Marisol Carratú, así como la petreña Paula Arcos. Además de firmar su mejor etapa hasta la fecha se consagró como una de las mejores laterales derechos de la Liga Guerreras Iberdrola, la máxima goleadora de la Copa de la Reina en el que fue finalista (y perdió contra el Costa del Sol Málaga), además de marcar 12 goles contra el Caja Rural Aula Valladolid y ser la máxima goleadora en 6 de los 28 partidos que disputó el equipo gallego.

#### Costa del Sol Málaga
Tras esa gran temporada Gabi Pessoa retornó al Costa del Sol Málaga en la 2022–23 con el que ganó el primer título liguero malagueño. En marzo sufrió una rotura del cruzado que la mantuvo fuera de la fase final de la temporada y parte de la 2023-24. Tras una temporada más con poco protagonismo se anunció su salida del conjunto malagueño en mayo y la llegada al conjunto italiano del Handball Erice italiano en julio del 2024del entrenador español Iñaki Añiz Legarra. 
Ha jugado en Europa, en la Challenge Cup y en la EHF European League con el equipo malagueño, el israelí y el gallego.

#### AC Life Style Handball Erice
En su primer año en Italia consiguió alzarse con la Supercopa de Italia y la Coppa Italia.

#### Datos(a fecha de julio de 2024):[15]
|          | Liga | Copa | EHF |
| -------- | ---- | ---- | --- |
| Partidos | 114  | 12   | 17  |
| Goles    | 366  | 35   | 64  |

### Clubes
- 2017–09: São Paulo Futebol Club ( Brasil)
- 2009–15: Esporte Clube Pinheiros ( Brasil)
- 2015–16: São Bernardo Metodista ( Brasil)
- 2016–18: Rincón Fertilidad Málaga ( España)
- 2018–20: Maccabi Rishon ( Israel)
- 2020–21: San José Obrero ( España)
- 2021–22: Mecalia Atlético Guardés ( España)
- 2022–24: Málaga Costa del Sol ( España)
- 2024–: Handball Erice ( Italia)

## Palmarés
- 1 x Panamericano de clubes (São Bernardo Metodista: 2016)
- 2 x Campeón de Copa (Maccabi Rishon LeZion: 2018–19, 2019–20)[3][4]
- 1 x Campeón de Liga (Maccabi Rishon LeZion: 2019–20)[3]
- 1 x Campeón de Liga (Costa del Sol Málaga: 2022–23)[9]
- 1 x Medalla de Oro en el Campeonato de España Universitario (Universidad de Málaga: 2018)[16]
- 1 x Supercopa de Italia (AC Life Style Handball Erice) (2024)
- 1 x Coppa Italia (Handball Erice) (2025)